# Trg žrtava fašizma (Zagreb)
Trg žrtava fašizma je trg u užem središtu grada Zagreba. Planiran je s okolnim ulicama 1923. na mjestu nekadašnjeg sajmišta istočno od Draškovićeve ulice, kao i središte novoga istočnog dijela grada sustavno i planski izgrađivanoga 1920-ih i 1930-ih. 
Na Trg žrtava fašizma slijevaju se ulice Franje Račkoga sa sjeverozapada, kneza Višeslava s jugoistoka, s istočne strane započinje veliki potez Ulice Kralja Zvonimira, a na sjeveroistoku se ulijeva mala Ulica popa Dukljanina, oblikujući vrijedan mikrourbanistički sklop.

## Nazivi trga
Novoprojektirani trg prvo se zvao Trg N, a 1927. godine ime mu je promijenjeno u Trg Petra I. osloboditelja (Karađorđevića). Od 1941. se zvao Trg III, a od 1942. Trg Kulina bana. Od 1946. do 1990. zvao se Trg žrtava fašizma, od 1990. do 2000. Trg hrvatskih velikana, a 2000. mu je ponovno vraćeno ime Trg žrtava fašizma.

## Izgled trga
Projektirani kvadratni oblik trga izgrađen je reprezentativnim četverokatnicama stambene i dijelom poslovne namjene. Automobilski i tramvajski promet teče obodom trga, a u središnjem je zelenom prostoru smještena zgrada kružna tlocrta s kolonadom po obodu i niskom kupolom, izgrađena 1938. prema projektu Ivana Meštrovića za Dom umjetnosti. Godine 1941., zgrada je preuređena u džamiju, podignuta su tri minareta i fontana ispred ulaza prema projektu arhitekta Stjepana Planića. Minareti su 1948. uklonjeni, a zgrada je 1949. prenamijenjena u Muzej revolucije naroda Hrvatske. Na početku 1990-ih, zgrada je vraćena Hrvatskom društvu likovnih umjetnika i 2003. preuređena u prvotno stanje.
Na sjevernoj strani trga (br. 3) nalazi se poslovno-stambena zgrada arhitekta Viktora Kovačića iz 1922., a cijelu južnu stranu trga zatvara veliki peterokatni blok građen 1933. kao stambena zgrada JAZU, koju su izveli arhitekti Edo Šen i Milovan Kovačević. Danas se u njoj nalazi Studentski dom Ivana Meštrovića.
Tramvajska pruga iz Ulice Franje Račkoga, oko trga i dalje u Zvonimirovu izgrađena je 1935., a spoj od Draškovićeve ulice Mislavovom do trga izgrađen je 1946. godine.